# Circonscription de Kardítsa
La circonscription de Kardítsa (en grec Εκλογική περιφέρεια Καρδίτσας) est une circonscription législative de la Grèce. Elle correspond au territoire du nome de Karditsa. Elle compte 133 698 électeurs inscrits en janvier 2015.

Situation de la circonscription de Kardítsa

## Élections législatives de mai 2012

### Résultats
La circonscription de Kardítsa élit cinq députés en mai 2012. Les élections ont lieu au scrutin proportionnel plurinominal avec prime majoritaire et un seuil de représentation de 3 % des suffrages exprimés au niveau national.
89 333 électeurs se sont exprimés sur 139 090 inscrits, soit un taux de participation de 64,23 %. Parmi les vingt-deux listes candidates, trois listes obtiennent au moins un siège dans la circonscription.
| Rang | Liste                              | Nombre de voix | Pourcentage des voix | Nombre de sièges |
| ---- | ---------------------------------- | -------------- | -------------------- | ---------------- |
| 1    | Nouvelle Démocratie                | +24 263,       | 27,86 %              | 3                |
| 2    | Mouvement socialiste panhellénique | +13 208,       | 15,17 %              | 0                |
| 3    | SYRIZA                             | +12 449,       | 14,30 %              | 1                |
| 4    | Parti communiste de Grèce          | +08 624,       | 9,90 %               | 1                |
| 5    | Grecs indépendants                 | +08 142,       | 9,35 %               | 0                |
| 6    | Aube dorée                         | +05 243,       | 6,02 %               | 0                |
| 7    | Gauche démocrate                   | +03 803,       | 4,37 %               | 0                |

### Députés

#### Nouvelle Démocratie
La liste de la Nouvelle Démocratie est en tête et obtient trois sièges.
| Rang | Nom                  | Nombre de voix |
| ---- | -------------------- | -------------- |
| 1    | Konstantínos Tsiáras | +9 201,        |
| 2    | Asimina Skondra      | +7 147,        |
| 3    | Spyridon Taliadouros | +6 814,        |

#### SYRIZA
La liste de la SYRIZA est troisième et obtient un siège.
| Rang | Nom                 | Nombre de voix |
| ---- | ------------------- | -------------- |
| 1    | Nikolaos Michalakis | +4 666,        |

#### Parti communiste de Grèce
La liste du Parti communiste de Grèce est quatrième et obtient un siège.
| Rang | Nom              | Nombre de voix |
| ---- | ---------------- | -------------- |
| 1    | Evangelos Boutas | +3 615,        |

## Élections législatives de juin 2012

### Résultats
La circonscription de Kardítsa élit cinq députés en juin 2012. Les sièges sont répartis à l'issue d'un scrutin proportionnel plurinominal avec prime majoritaire entre les listes ayant obtenu au moins 3 % des suffrages exprimés au niveau national.
83 880 électeurs se sont exprimés sur 139 187 inscrits, soit un taux de participation de 60,26 %. Parmi les dix-huit listes candidates, deux listes obtiennent au moins un siège dans la circonscription.
| Rang | Liste                              | Nombre de voix | Pourcentage des voix | Nombre de sièges |
| ---- | ---------------------------------- | -------------- | -------------------- | ---------------- |
| 1    | Nouvelle Démocratie                | +28 551,       | 34,45 %              | 4                |
| 2    | SYRIZA                             | +20 752,       | 25,04 %              | 1                |
| 3    | Mouvement socialiste panhellénique | +11 203,       | 13,52 %              | 0                |
| 4    | Aube dorée                         | +05 458,       | 6,59 %               | 0                |
| 5    | Parti communiste de Grèce          | +04 775,       | 5,76 %               | 0                |
| 6    | Grecs indépendants                 | +04 433,       | 5,35 %               | 0                |
| 7    | Gauche démocrate                   | +03 784,       | 4,57 %               | 0                |

### Députés

#### Nouvelle Démocratie
La liste de la Nouvelle Démocratie est en tête et obtient quatre sièges.
| Rang | Nom                  |
| ---- | -------------------- |
| 1    | Konstantinos Tsiaras |
| 2    | Asimina Skondra      |
| 3    | Spyridon Taliadouros |
| 4    | Pavlos Sioufas       |

#### SYRIZA
La liste de la SYRIZA est deuxième et obtient un siège.
| Rang | Nom                 |
| ---- | ------------------- |
| 1    | Nikolaos Michalakis |

## Élections législatives de janvier 2015

### Résultats
La circonscription de Kardítsa élit quatre députés en janvier 2015. Les sièges sont répartis à l'issue d'un scrutin proportionnel plurinominal avec prime majoritaire entre les listes ayant obtenu au moins 3 % des suffrages exprimés au niveau national.
83 558 électeurs se sont exprimés sur 133 698 inscrits, soit un taux de participation de  62,50 %. Parmi les dix-sept listes candidates, deux listes obtiennent au moins un siège dans la circonscription.
| Rang | Liste                              | Nombre de voix | Pourcentage des voix | Nombre de sièges |
| ---- | ---------------------------------- | -------------- | -------------------- | ---------------- |
| 1    | SYRIZA                             | +31 764,       | 38,91 %              | 3                |
| 2    | Nouvelle Démocratie                | +24 510,       | 30,02 %              | 1                |
| 3    | Aube dorée                         | +05 243,       | 6,42 %               | 0                |
| 4    | Parti communiste de Grèce          | +04 906,       | 6,01 %               | 0                |
| 5    | Mouvement socialiste panhellénique | +04 183,       | 5,12 %               | 0                |
| 6    | La Rivière                         | +02 938,       | 3,60 %               | 0                |
| 7    | Grecs indépendants                 | +02 728,       | 3,34 %               | 0                |

### Députés
La répartition des sièges au sein de chaque liste élue dépend du nombre de voix obtenues individuellement par chaque candidat, suivant le système du vote préférentiel. Dans la circonscription de Kardítsa, les listes peuvent comporter jusqu'à six candidats. Chaque électeur peut exprimer un vote préférentiel pour un maximum de deux candidats sur la liste pour laquelle il vote.

#### SYRIZA
La liste de la SYRIZA est en tête et obtient trois sièges.
| Rang | Nom                              | Nombre de voix |
| ---- | -------------------------------- | -------------- |
| 1    | Nikolaos Michalakis              | +15 008,       |
| 2    | Spyridon Lappas                  | +08 615,       |
| 3    | Chryssoula Katsavria-Sioropoulou | +06 166,       |

#### Nouvelle Démocratie
La liste de la Nouvelle Démocratie est deuxième et obtient un siège.
| Rang | Nom                  | Nombre de voix |
| ---- | -------------------- | -------------- |
| 1    | Konstantinos Tsiaras | +09 657,       |